# 1602

## أحداث
- تأسيس مدينة تاريبا، فنزويلا [الإنجليزية] وتقع حاليا في فنزويلا.

## مواليد
- بر براهي، جندي ورجل دولة سويدي.
- جوريك أوتوفون، فيزيائي ألماني.
- جول مازاران، كاردينال وديبلوماسي وسياسي إيطالي.
- محمد بناصر الدرعي، فقيه ولغوي مغربي، شيخ الزاوية الناصرية.